# Johann Christoph Herrlein
Johann Christoph Herrlein (* 23. Oktober 1760 in Fulda; † nach 1790) war ein deutscher Maler.  Er stammte von der Malerfamilie Herrlein ab.

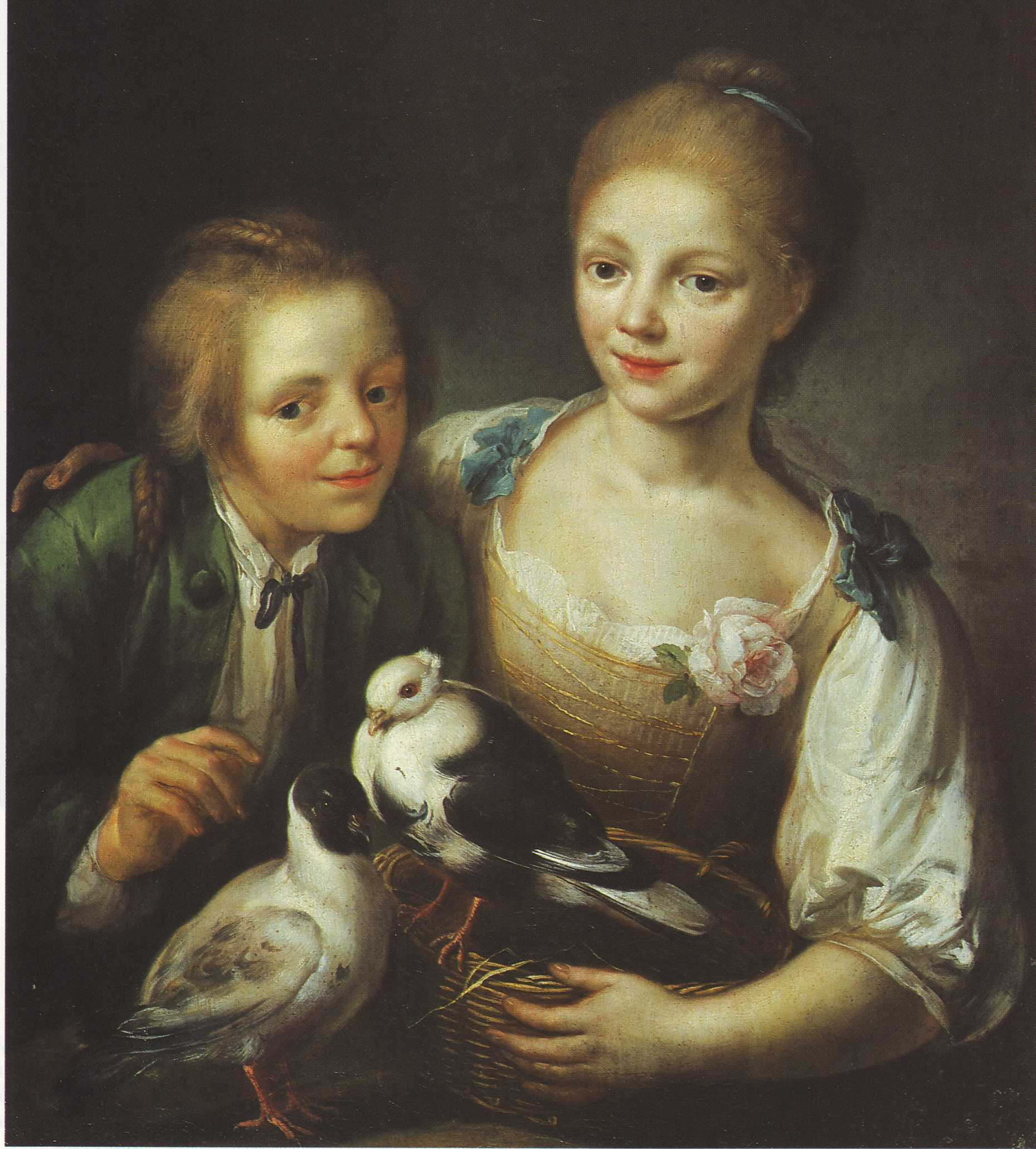
Johann Andreas Herrlein: Die Kinder des Malers (links vermutlich Johann Christoph Herrlein), nach 1765

## Leben
Johann Christoph Herrlein erhielt seine Ausbildung in der Werkstatt seines Vaters Johann Andreas Herrlein in Fulda. Nach damaligem Brauch dürfte er die Lehre ungefähr mit 17 Jahren, also um 1777 abgeschlossen haben. Er war dann zunächst als Maler in Fulda tätig. Nach seiner Hochzeit 1782 mit Anna Barbara Dauber, einer Tochter des Jägers Heinrich Dauer in Sandberg bei Schwarzbach (Rhön) wurde Herrlein Jäger in Schwarzbach (Rhön). Im dortigen Kirchenbuch wird er im Heiratseintrag als Jäger und Maler erwähnt, scheint also beide Berufe gleichzeitig ausgeübt zu haben. Nach Scheitern seiner Ehe ging er nach Wien zu seinem dort lebenden Bruder Johann Leonhard Herrlein. 
Von kulturhistorisch besonderer Bedeutung ist seine um 1790 entstandene Folge von sechs Jagdszenen, die interessante Rückschlüsse auf die Art der fuldischen Jagd im späten 18. Jahrhundert zulässt.

## Werke
- Beginn des eingestellten Jagens auf Rotwild, Gemälde, um 1790, Bischöfliches Palais, Fulda
- Eingestelltes Jagen auf Rotwild, Gemälde, um 1790, Bischöfliches Palais, Fulda
- Ruhe nach der Jagd, Gemälde, um 1790, Bischöfliches Palais, Fulda
- Einzeljagd auf Schwarzwild, Gemälde, um 1790, Bischöfliches Palais, Fulda
- Hasen- und Fuchsjagd, Gemälde, um 1790, Bischöfliches Palais, Fulda
- Suchjagd auf Rebhühner, Gemälde, um 1790, Bischöfliches Palais, Fulda